# Darko Horvat
Darko Horvat (ur. 28 września 1970 w Čakovcu) – chorwacki polityk i inżynier, parlamentarzysta, w 2016 i w latach 2018–2022 minister.

## Życiorys
Absolwent energoelektroniki na Uniwersytecie Mariborskim z 1996. Od tegoż roku pracował w przedsiębiorstwach energetycznych z grupy HEP, od 2006 na stanowisku dyrektorskim. W latach 2008–2012 był dyrektorem departamentów w resorcie gospodarki, pracy i przedsiębiorczości. Później został członkiem zarządu prywatnego przedsiębiorstwa energetycznego.
Wstąpił do Chorwackiej Wspólnoty Demokratycznej, został przewodniczącym HDZ w żupanii medzimurskiej. W wyborach w 2015 został wybrany w skład Zgromadzenia Chorwackiego.
W styczniu 2016 z rekomendacji HDZ objął urząd ministra przedsiębiorczości i rzemiosła w rządzie Tihomira Oreškovicia. W przedterminowych wyborach w tym samym roku z powodzeniem ubiegał się o poselską reelekcję. W październiku tego samego roku zakończył pełnienie funkcji ministra. Do rządu powrócił w maju 2018 – w gabinecie Andreja Plenkovicia powierzono mu wówczas stanowisko ministra gospodarki, małej i średniej przedsiębiorczości oraz rzemiosła.
W 2020 również z powodzeniem kandydował do chorwackiego parlamentu. W lipcu tegoż roku w drugim gabinecie dotychczasowego premiera powołano go na ministra budownictwa, planowania przestrzennego i własności państwowej. W lutym 2022 został tymczasowo aresztowany w związku z prowadzonym przez antykorupcyjną służbę USKOK postępowaniem dotyczącym nadużycia władzy; w tym samym miesiącu został odwołany z funkcji rządowej. 